# 因島郵便局
因島郵便局（いんのしまゆうびんきょく）は、広島県尾道市にある郵便局。民営化前の分類では集配普通郵便局であった。

## 概要
住所：〒722-2399 広島県尾道市因島土生町塩浜南区1899-1
民営化直前の、集配業務再編において、多くの集配普通郵便局は統括センターとなったが、当局は配達センターとされたため、民営化後も郵便事業株式会社の支店は併設されず、集配センターが併設された。

## 沿革
- 1900年（明治33年）8月1日 - 土生（はぶ）郵便受取所として開設[1]。
- 1904年（明治37年）12月25日 - 土生郵便電信受取所となる。
- 1905年（明治38年）4月1日 - 土生郵便局（三等）となる。
- 1949年（昭和24年）5月11日 - 特定郵便局から普通郵便局に局種別改定[2]。
- 1953年（昭和28年）5月1日 - 因島郵便局に改称[3]。
- 1956年（昭和31年）10月1日 - 電話通話および和文電報受付事務の取扱を開始。
- 1962年（昭和37年）12月 - 局舎落成。
- 1999年（平成11年） - 外国通貨の両替および旅行小切手の売買に関する業務取扱を開始。
- 2006年（平成18年）10月16日 - 中庄郵便局（〒722-2299→〒722-2211）、重井郵便局（〒722-2199→〒722-2102）から集配業務を移管[4]。
- 2007年（平成19年）3月5日 - ゆうゆう窓口を廃止。
- 2007年（平成19年）10月1日 - 民営化に伴い、併設された郵便事業三原支店因島集配センターに一部業務を移管。
- 2012年（平成24年）10月1日 - 日本郵便株式会社発足に伴い、郵便事業三原支店因島集配センターを因島郵便局に統合。

## 取扱内容
- 郵便、印紙、ゆうパック、内容証明
- 貯金、為替、振替、振込、国際送金、国債、投資信託
- 生命保険、バイク自賠責保険、自動車保険
- ゆうちょ銀行ATM
- 尾道市内の一部地域（旧因島市のうち東生口地区を除く区域：〒722-23xx、722-22xx、722-21xx）の集配業務

## 周辺
- 土生港
- 因島警察署
- 因島サティ

## アクセス
- 因の島バス 土生港前停留所下車
- 土生港フェリー発着場より徒歩
- 西瀬戸自動車道（瀬戸内しまなみ海道） 因島南ICから南東へ約4km
- 駐車場あり：2台